# Leo Canjels
Leonard Canjels, dit Leo Canjels, est un footballeur néerlandais et entraîneur, né le 1er avril 1933 à Bréda (Pays-Bas) et mort le 26 mai 2010 à Bréda.

## Biographie
Attaquant dans le club phare de sa ville natale, le NAC Breda, il a été trois fois international néerlandais en 1959. Il est alors réputé comme buteur : il marque 114 buts en 150 matches en championnat. Il a d'ailleurs été meilleur buteur en 1958 et 1959.
Après avoir raccroché les crampons, il a fait une importante carrière d'entraîneur dans les clubs des Pays-Bas et de Belgique. Canjels enseigne d'abord dans  une école de football à Zeist, puis il est entraîneur à VV Dongen, VV Baronie et VV Internos.  En 1965, il revient à NAC Breda où il est formateur durant trois saisons avant de devenir l'entraîneur principal de 1968 à 1971.
Puis, il entraîne dans de nombreux clubs belges : Patro Eisden, FC Bruges, K Beringen FC, Cercle Bruges, FC Malines et KSC Eendracht Alost.

## Palmarès
- International en 1959 (3 sélections et 2 buts marqués)
- Premier match international : le 10 mai 1959, Turquie-Pays-Bas, 0-0 (match amical)
- Finaliste de la Coupe des Pays-Bas de football en 1961, avec le NAC Breda.
- Meilleur buteur du Championnat des Pays-Bas en 1958 (32 buts) et 1959 (34 buts)